# Serra d'Escalona
La serra d'Escalona és una alineació muntanyenca situada a l'extrem sud del País Valencià,a la comarca del Baix Segura. Es tracta de la prolongació de la serra de Carrascoy, ja en la Regió de Múrcia.

## Geografia
Aquesta serra es disposa d'est a oest entre els termes municipals d'Oriola, Pilar de la Foradada i Sant Miquel de les Salines, amb una altura màxima de 345 metres sobre el nivell de la mar al pic Alcores. Des d'aquesta altura descendeix suaument cap a la costa mediterrània per suaus pendents, terrasses i rambles.
L'origen geològic del rocam d'Escalona és sedimentari, de la conca del Mar Menor. Sobretot trobem arenisques, margues i guixos que combinades amb un clima semiàrid i amb precipitacions de caràcter torrencial confereixen un paisatge força erosionat que donen lloc a encaixats barrancs de bell modelat.
El paisatge es caracteritza per l'alternança de la vegetació natural (pineda, muntanya mediterrània, maquia i garriga) amb cultius tradicionals de secà (ametler, olivera, garrofera) i amb els més recents de regadiu (cítrics). Les rambles i cursos d'aigua que drenen el territori (rius Sec i Nacimiento, barrancs del Llop i de la Fayona, ...) i que sovint s'encaixen en petits canons, acaben de configurar un paisatge en mosaic de gran qualitat i singularitat. Aquesta variabilitat d'ambients permet sustentar una important biodiversitat. També es conserven importants àrees de bosc de pi blanc (Pinus halepensis) que fan de la serra d'Escalona la major massa forestal del sud valencià.
També destaca en l'aspecte florístic per la presència amb abundància d'espècies endèmiques i de comunitats de gran interès conservacionista a escala europea, com la cua de gat (Sideritis murgetana subsp littoralis) o la retama murciana (Genista valentina subsp murcica).